# Joshua Bertie
Joshua Bertie (ur. 9 października 1996 w Londynie) – piłkarz z Brytyjskich Wysp Dziewiczych grający na pozycji napastnika w klubie Winchester City F.C.

## Kariera reprezentacyjna
| Mecze i gole w reprezentacji | Mecze i gole w reprezentacji | Mecze i gole w reprezentacji | Mecze i gole w reprezentacji | Mecze i gole w reprezentacji | Mecze i gole w reprezentacji | Mecze i gole w reprezentacji | Mecze i gole w reprezentacji    |
| Brytyjskie Wyspy Dziewicze   | Brytyjskie Wyspy Dziewicze   | Brytyjskie Wyspy Dziewicze   | Brytyjskie Wyspy Dziewicze   | Brytyjskie Wyspy Dziewicze   | Brytyjskie Wyspy Dziewicze   | Brytyjskie Wyspy Dziewicze   | Brytyjskie Wyspy Dziewicze      |
| Lp.                          | Data                         | Miejsce                      | Gospodarz                    | Gość                         | Wynik                        | Gol                          | Rozgrywki                       |
| ---------------------------- | ---------------------------- | ---------------------------- | ---------------------------- | ---------------------------- | ---------------------------- | ---------------------------- | ------------------------------- |
| 1.                           | 25.07.2018                   | Philipsburg                  | Sint Maarten                 | Brytyjskie Wyspy Dziewicze   | 2:3                          |                              | Mecz towarzyski                 |
| 2.                           | 14.10.2018                   | Paramaribo                   | Surinam                      | Brytyjskie Wyspy Dziewicze   | 5:0                          |                              | el. do L. N. CONCACAF 2019/2020 |
| 3.                           | 17.10.2018                   | Fort-de-France               | Martynika                    | Brytyjskie Wyspy Dziewicze   | 4:0                          |                              | el. do L. N. CONCACAF 2019/2020 |
| 4.                           | 21.03.2019                   | The Valley                   | Turks i Caicos               | Brytyjskie Wyspy Dziewicze   | 2:2                          |                              | el. do L. N. CONCACAF 2019/2020 |
| 5.                           | 24.03.2019                   | The Valley                   | Bonaire                      | Brytyjskie Wyspy Dziewicze   | 2:1                          |                              | el. do L. N. CONCACAF 2019/2020 |
| 6.                           | 06.09.2019                   | Willemstad                   | Bonaire                      | Brytyjskie Wyspy Dziewicze   | 4:2                          |                              | L. N. CONCACAF 2019/2020        |
| 7.                           | 15.11.2019                   | Nassau                       | Bahamy                       | Brytyjskie Wyspy Dziewicze   | 3:0                          |                              | L. N. CONCACAF 2019/2020        |
| 8.                           | 27.03.2021                   | Willemstad                   | Gwatemala                    | Brytyjskie Wyspy Dziewicze   | 3:0                          |                              | el. do MŚ 2022                  |
| 9.                           | 31.03.2021                   | Willemstad                   | Saint Vincent i Grenadyny    | Brytyjskie Wyspy Dziewicze   | 3:0                          |                              | el. do MŚ 2022                  |
| 10.                          | 02.06.2021                   | Gwatemala                    | Kuba                         | Brytyjskie Wyspy Dziewicze   | 5:0                          |                              | el. do MŚ 2022                  |
| 11.                          | 05.06.2021                   | Gwatemala                    | Curaçao                      | Brytyjskie Wyspy Dziewicze   | 8:0                          |                              | el. do MŚ 2022                  |
| 12.                          | 23.03.2023                   | Road Town                    | Brytyjskie Wyspy Dziewicze   | Portoryko                    | 1:3                          |                              | L. N. CONCACAF 2022/2023        |
| 13.                          | 09.09.2023                   | Road Town                    | Brytyjskie Wyspy Dziewicze   | Turks i Caicos               | 3:1                          |                              | L. N. CONCACAF 2023/2024        |
| 14.                          | 12.10.2023                   | Gros Islet                   | Dominika                     | Brytyjskie Wyspy Dziewicze   | 1:1                          |                              | L. N. CONCACAF 2023/2024        |
| 15.                          | 16.10.2023                   | Providenciales               | Turks i Caicos               | Brytyjskie Wyspy Dziewicze   | 2:2                          | Gol                          | L. N. CONCACAF 2023/2024        |